# John Sturges
John Eliot Sturges (Oak Park, Illinois, 3 de gener de 1910 - San Luis Obispo, Califòrnia, 18 d'agost de 1992) fou un director de cinema estatunidenc. Va ser considerat en l'època daurada de Hollywood un dels millors directors del cinema d'acció, particularment dotat per al western.

## Biografia
Va iniciar la seva carrera a Hollywood el 1932 com a muntador. Durant la Segona Guerra Mundial va començar a dirigir documentals i pel·lícules d'instrucció per a la Força Aèria dels Estats Units. Va realitzar un cèlebre documental sobre el conflicte al costat de William Wyler. El seu debut en solitari es va produir el 1946 amb The Man Who Dared, un western de sèrie B.
Es va especialitzar en cinema d'espectacle, narrant vigorosament històries de l'oest, bèl·liques o d'aventures, i establint un peculiar segell personal a cada una, esdevenint un apreciat artesà en el seu temps (avui considerat també autor).
Va realitzar un ús imaginatiu del CinemaScope i, amb una trajectòria relativament curta, va aconseguir destacar com un director de talent. Des de principis de la dècada de 1950 fins a la dècada de 1970, va realitzar una dotzena de títols en què van brillar actors com Louis Calhern, Spencer Tracy, William Holden, Richard Widmark, Kirk Douglas, Robert Taylor, Steve McQueen, Yul Brynner, Anthony Quinn, Rock Hudson, Burt Lancaster, James Garner, Clint Eastwood, John Wayne, Robert Duvall o Michael Caine, en títols com The Magnificent Yankee (1950), la seva millor comèdia; The Capture (1950), el primer western important de la seva carrera; The People Against O'Hara (1951) i Conspiració de silenci (1955), les dues últimes amb excel·lents composicions de Spencer Tracy; Fort Bravo (1953); Duel de titans (1957), gairebé la millor versió del mític duel a l'OK Corral després de la magistral My Darling Clementine (1946), de John Ford, El vell i la mar (1958), sobre la immortal novel·la d'Ernest Hemingway, novament amb Spencer Tracy; L'últim tren de Gun Hill (1959), un clàssic del western; o Els set magnífics (1960), la seva pel·lícula més taquillera, que versionava Shichinin no Samurai (1957) d'Akira Kurosawa i gairebé iniciava el western crepuscular i desencantat imperant en la meitat de la dècada de 1960 i de 1970.
Després del ressonant èxit de La gran evasió (1963), que va convertir en estrella a Steve McQueen, va dirigir els populars films La batalla dels turons del whisky (1965), Estació polar Zebra (1968), Joe Kidd (1972) o Ha arribat l'àguila (1976), el seu últim film, sobre una novel·la de Jack Higgins convertida en bestseller.
Va morir als 82 anys d'un emfisema pulmonar.

## Filmografia
- The Man Who Dared (1946)
- Shadowed (1946)
- Alias Mr. Twilight (1946)
- For the Love of Rusty (1947)
- Keeper of the Bees (1947)
- Thunderbolt! (1947)
- The Sign of the Ram (1948)
- Best Man Wins (1948)
- The Walking Hills (1949)
- The Magnificent Yankee (1950)
- The Capture (1950)
- Mystery Street (1950)
- Right Cross (1950)
- Kind Lady (1951)
- The People Against O'Hara (1951)
- It's a Big Country (1951)
- The Girl in White (1952)
- Jeopardy (1953)
- Fast Company (1953)
- Fort Bravo (Escape from Fort Bravo) (1953)
- Conspiració de silenci (Bad Day at Black Rock) (1955)
- La sirena de les aigües verdes (Underwater!) (1955)
- The Scarlet Coat (1955)
- Backlash (1956)
- Duel de titans (Gunfight at the O.K. Corral) (1957)
- Més ràpid que el vent (Saddle the Wind) (1958) (sense acreditar)
- The Law and Jake Wade (1958)
- El vell i la mar (1958)
- L'últim tren de Gun Hill (Last Train from Gun Hill) (1959)
- Quan bull la sang (Never So Few) (1959)
- Els set magnífics (The magnificent seven) (1960)
- Brots de passió (By Love Possessed) (1961)
- Sergeants 3 (1962)
- A Girl Named Tamiko (1963)
- La gran evasió (The great escape) (1963)
- El virus de Satan (The Satan Bug) (1965)
- La batalla dels turons del whisky (The Hallelujah Trail) (1965)
- L'hora de les pistoles (Hour of the Gun) (1967)
- Estació polar Zebra (Ice Station Zebra) (1968)
- Marooned (1969)
- Joe Kidd (1972)
- Chino (1973)
- McQ (1974)
- Ha arribat l'àguila (The Eagle Has Landed) (1976)